# دعه يذهب
دعه يذهب (بالإنجليزية: Let Him Go)‏ هو فيلم دراما أمريكي قادم من تأليف وإخراج توماس بيزوتشا وبطولة دايان لاين،كيفين كوستنر وليزلي مانفيل.
من المقرر عرض الفيلم في الولايات المتحدة يوم 6 نوفمبر 2020.

## روابط خارجية
- الموقع الرسمي
- دعه يذهب على موقع IMDb (الإنجليزية)
- دعه يذهب على موقع ميتاكريتيك (الإنجليزية)
- دعه يذهب على موقع روتن توميتوز (الإنجليزية)
- دعه يذهب على موقع ألو سيني (الفرنسية)
- دعه يذهب على موقع أول موفي (الإنجليزية)
- دعه يذهب على موقع فيلمافينيتي (الإسبانية)
- دعه يذهب على موقع قاعدة بيانات الفيلم (الإنجليزية)
- دعه يذهب على موقع ليتربوكسد (الإنجليزية)
- دعه يذهب على موقع كينوبويسك (الروسية)